# Rudolf Jenč
Rudolf Jenč (ur. 1903, zm. 1979) – łużycki historyk literatury.
W latach 1954-1960 wydał w dwóch tomach swoją najważniejszą pracę Stawizny serbskeho pismowstwa, w której omówił dzieje łużyckiej literatury do 1918. Poza tym zajmował się ustalaniem fachowego nazewnictwa łużyckiego z różnych dziedzin, m.in. rolnictwa.